# Lucas de Penna
Pour les articles homonymes, voir Penna.
Lucas de Penna (Luca da Penne, Luca da Penna, Luca De Penna) (né à Penne vers 1325 et mort vers 1390) est un juriste napolitain du XIVe siècle, juge de la Magna Curia à Naples.

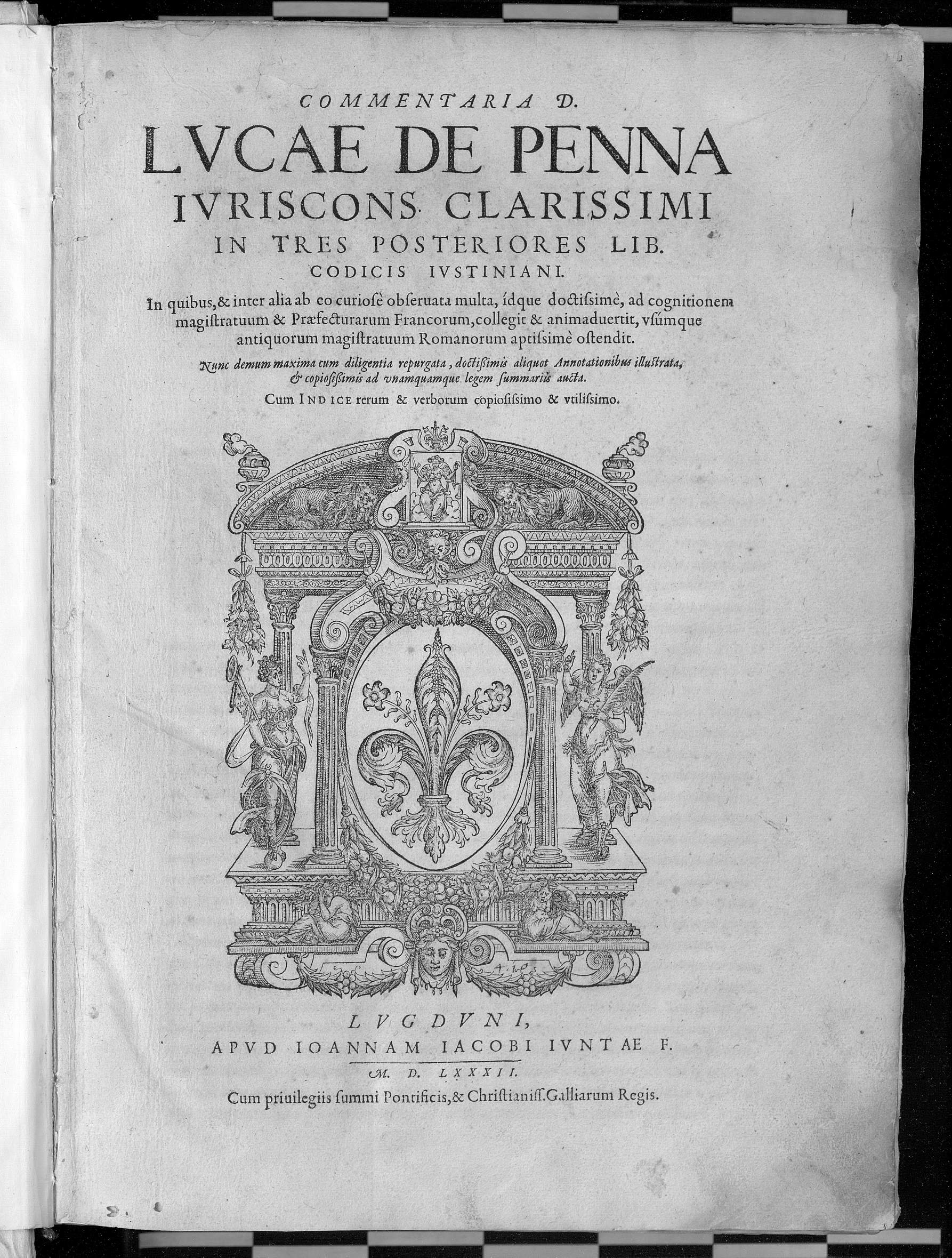
Commentaria dans tres posteriores libros Codicis, 1582

Il est connu pour ses Commentaria in tres libros Codicis Justiniani imperatoris, un commentaire sur une partie du Code de Justinien, imprimé en 1512. Il a également écrit une Summaria sur Valerius Maximus.